# Jean-Baptiste Leroy de Flagis
Jean-Baptiste Leroy de Flagis est un homme politique français de la Révolution.

## Biographie
Jean-Baptiste Leroy de Flagis nait le 26 octobre 1735 à Paris. Il habite le département du Tarn et est maire de Puylaurens lors de la Révolution française. Le 30 août 1791, il est élu septième député du Tarn (sur 11).

Lors de la séance du 4 juin 1792, il est dénoncé par François Chabot, en même temps que les autres députés du Tarn, pour avoir publié un manifeste s'opposant à l'Assemblée.

« Que nous importe d'avoir à gémir sous le sceptre doré d'un despote fier de l'antiquité de sa race, ou sous la verge de fer de 750 tyrans sans expérience et enivrés de leur élévation subite et passagère? Nous disons plus, c'est que si le mauvais génie de la France nous réduit à choisir entre la tyrannie d'un seul ou de plusieurs, le système est résolu en faveur de la royauté. [...] 
Ne dirait-on pas que nous sommes revenus aux jours des miracles du diacre Pâris, quand on voit des Jacobins et des Feuillants former des partis dans une assemblée qui a de si grands intérêts à traiter? »

— Manifeste des députés Tarnais
Le 10 août, Chabot le dénonce à nouveau, en tant qu'auteur d'un pamphlet attaquant l'Assemblée. Il est alors convoqué par cette dernière pour y être questionné sur ses écrits. Lors de cette séance, il reconnait être l'auteur du texte, mais s'en excuse, étant désormais d'accord avec les mesures prises par l'Assemblée et se décrivant maintenant comme un opposant du roi.

« Qu'est-ce que ce serait en France que l'Assemblée nationale s'emparant de tous les pouvoirs, introduisant l'anarchie dans les municipalités, interceptant le cours de la justice, entreprenant tout sans oser pourvoir à rien! »

— Pamphlet de Jean-Baptiste Leroy de Flagis
Après la fin de son mandat de député, le 20 septembre 1792, il déménage à Rouen, et devient conseiller général de la Seine-Inférieure. Il publie des livres de synonymes, et meurt dans cette même ville le 1er juillet 1824.